# Білок гострої фази

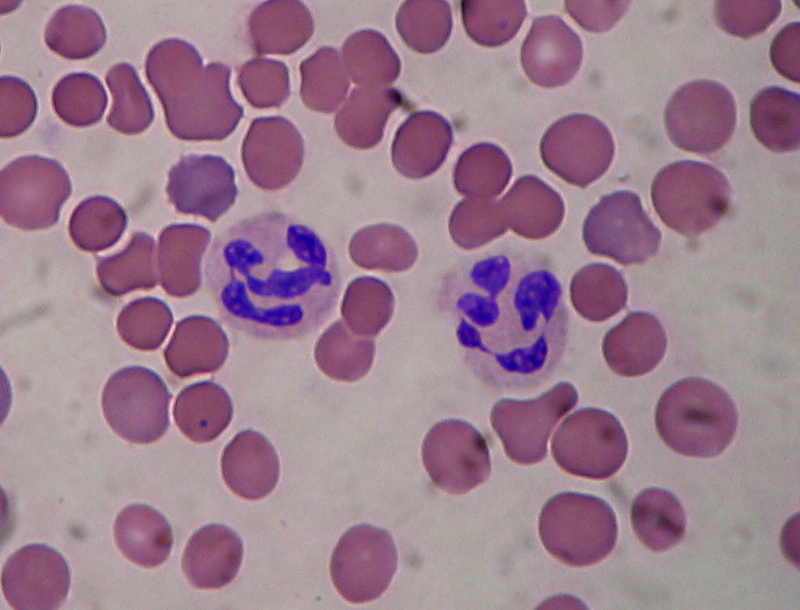
Запальні клітини та еритроцити

Білки гострої фази, гострофазові білки — це клас білків, концентрація яких у плазмі крові або підвищується («позитивні» білки), або знижується («негативні» білки) у відповідь на запалення. Ця відповідь називається реакцією гострої фази. Типова реакція гострої фази включає гарячку, мобілізацію периферичних лейкоцитів, циркулюючих нейтрофілів та їх попередників. Терміни білок гострої фази та реагент гострої фази (APR) часто використовуються як синоніми, хоча деякі APR є (строго кажучи) поліпептидами, а не білками.
У відповідь на пошкодження місцеві запальні клітини (нейтрофільні гранулоцити та макрофаги) виділяють у кров низку цитокінів, найбільш значущими з яких є інтерлейкіни IL1, IL6 та TNF-α. Такаж багато реагентів гострої фази виробляє печінка. Одночасно знижується синтез низки інших білків, тому вони називаються «негативними» реагентами гострої фази. Збільшення білків гострої фази також може бути пов'язано із розвитком сепсису.

## Регуляція синтезу
TNF-α, IL-1β та IFN-γ важливі для експресії медіаторів запалення, таких як простагландини та лейкотрієни, а також викликають продукцію фактора активації тромбоцитів та IL-6. Після стимуляції прозапальними цитокінами клітини Купфера виробляють IL-6 у печінці та представляють його гепатоцитам. IL-6 є основним медіатором продукції білків гострої фази в печінці. Синтез білкі гострої фази також може опосередковано регулюватися кортизолом. Кортизол може посилювати експресію рецепторів IL-6 у клітинах печінки та стимулювати виробництво білків гострої фази.

## Позитивні білки гострої фази
Позитивні білки гострої фази виконують (як частина вродженої імунної системи) різні фізіологічні функції в імунній системі. Деякі з них діють на знищення або пригнічення росту мікробів, наприклад, С-реактивний білок, манозозв'язувальний білок, фактори комплементу, феритин, церулоплазмін, сироватковий амілоїд А та гаптоглобін. Інші забезпечують негативний зворотний зв'язок на запальну реакцію, наприклад, серпін. Альфа-2-макроглобулін і фактори згортання впливають на згортання крові, головним чином стимулюючи його. Цей прокоагулянтний ефект може обмежити інфекцію шляхом захоплення патогенів місцевими тромбами. Крім того, деякі продукти системи згортання крові можуть сприяти активації вродженої імунної системи завдяки своїй здатності підвищувати проникність судин і діяти як хемотаксичні агенти для фагоцитуючих клітин.
| Білок                                                       | Функція |
| ----------------------------------------------------------- | --- |
| C-реактивний білок                                          | Опсонін (відсутній у мишей) |
| Компонент сироваткового амілоїду Р                          | Опсонін |
| Сироватковий амілоїд А                                      | - Мобілізація імунних клітин до вогнища запалення - Індукція ферментів які руйнуються позаклітинний матрикс                                   |
| Фактори комплементу                                         | Опсонізація, лізис і поглинання клітин-мішеней. Хемотаксис                                                                                    |
| Манозозв'язувальний білок                                   | Манзозв'язувальний лектиновий шлях активації комплементу                                                                                      |
| Фібриноген, протромбін, фактор VIII, фактор фон Віллебранда | Зсідання крові, захоплення мікробів. Хемотаксис                                                                                               |
| Інгібітор активатора плазміногену-1 (PAI-1)                 | Попереджає деградацію тромбу через інгібування тканинного активатора плазміногену (tPA)                                                       |
| Альфа 2-макроглобулін                                       | - інгібітор зсідання крові через блокування тромбіну. - інгібітор фібринолізу через блокування плазміну                                       |
| Феритин                                                     | Зв'язування заліза, гальміє поглинання заліза мікробами                                                                                       |
| Гепсидин                                                    | Стимулює інтерналізацію ферропортину, запобігаючи вивільненню заліза, зв'язаного ферітином, у клітинах кишечника (ентероцитах) та макрофагах. |
| Церулоплазмін                                               | Окислює залізо, сприяє його захопленню феритином                                                                                              |
| Гаптоглобін                                                 | Зв'язує гемоглобін, гальмує поглинання заліза мікробами та попереджає ураження нирок                                                          |
| Орозомукоїд (альфа-1 кислий глікопротеїн, AGP)              | Переносник стероїдів |
| Альфа-1-антитрипсин                                         | Серпин, гальмує запалення |
| Альфа-1-антихімотрипсин                                     | Серпин, гальмує запалення |
| Ліпополісахаридзв'язувальний білок (LBP)                    | Приєднується до бактеріальних ліпополісахаридів, активує імунну відповідь через рецептори розпізнавання патерну                               |

## Негативні білки гострої фази
Вміст «негативних» білків гострої фази зменшується при запаленні. Приклади таких білків включають альбумін, трансферин, транстиретин, ретинолзв'язувальний білок, антитромбін, транскортин. Зниження таких білків може бути використано в якості маркерів запалення. Фізіологічна роль зниження синтезу таких білків, як правило, полягає в економії амінокислот для більш ефективного виробництва «позитивних» білків гострої фази. Теоретично, зниження рівня трансферину може відбутися за рахунок активації рецепторів трансферину, але вони, здається, не змінюються при запаленні.
У той час як вироблення фактора комплементу С3 в печінці зростає, його концентрація в плазмі часто знижується через збільшення обміну, тому його часто розглядають як негативний білок гострої фази.

## Клінічне значення
Вимірювання білків гострої фази, особливо С-реактивного білка, є корисним маркером запалення як у медицині, так і у ветеринарії. Він корелює зі швидкістю осідання еритроцитів (ШОЕ), але не завжди прямо. Це пов'язано з тим, що ШОЕ значною мірою залежить від підвищення рівня фібриногену, реагенту гострої фази з періодом напіврозпаду приблизно один тиждень. Таким чином, цей білок залишатиметься високим довше, незважаючи на усунення запальних подразників. Навпаки, С-реактивний білок (з періодом напіврозпаду 6-8 годин) швидко зростає і може швидко повернутися до нормального діапазону при лікуванні. Наприклад, при активному системному червоному вовчаку можна виявити підвищену ШОЕ, але нормальний С-реактивний білок. Білки гострої фази також можуть вказувати на печінкову недостатність.